# Geastrum britannicum
Geastrum britannicum is een paddenstoel in de orde van de Geastrales die het uiterlijk heeft van een wandelend mannetje.
De soort die voorkomt in Zuid-Engeland werd in 2015 erkend als nieuwe soort.